# Gynoplistia romae
Gynoplistia romae là một loài ruồi trong họ Limoniidae. Chúng phân bố ở miền Australasia.